# Mingus Mountain
Mingus Mountain ist ein 2355 Meter hoher Berg des Black Hills-Gebirgszugs im Yavapai County des US-Staates Arizona. Er befindet sich im Prescott National Forest unweit der Stadt Prescott. Vom Berg aus hat man eine gute Sicht auf das Verde-Tal und die Städte Cottonwood, Jerome und Clarkdale. Es gibt Campingplätze.
Gemäß dem Buch „Roadside History of Arizona“ von Marshall Trimble, wurde der „Mingus Mountain“ nach Joseph und Jacob Mingus benannt, zwei Brüdern, die in den 1880ern in das Gebiet siedelten und später ein Sägewerk in der Nähe der Basis des Bergs errichteten.

## Sonstiges
Der Musiker Justin Chancellor der Band Tool ließ sich auf dem Berg trauen.